# 三浦義意
三浦 義意（みうら よしおき）は、戦国時代の武将。相模三浦氏最後の当主。通称は荒次郎。官途名は弾正少弼。

## 略歴
三浦義同の嫡男として誕生。室に真里谷信勝の娘・真里谷恕鑑の妹（異説有）。
父から相模国三崎城（新井城とも。現在の神奈川県三浦市）を与えられ、永正7年（1510年）頃、家督を譲られる。「八十五人力の勇士」の異名を持ち、足利政氏や上杉朝良に従って北条早雲と戦うが、永正10年（1513年）頃には岡崎城（現在の伊勢原市）・住吉城（現在の逗子市）を後北条氏によって奪われて三浦半島に押し込められた。
父と共に新井城に籠って3年近くにわたって籠城戦を継続するが、遂に新井城は落城、父・義同の切腹を見届けた後に敵中に突撃して討ち取られたと言う。これによって三浦氏は滅亡し、北条氏による相模平定が完了する事になる。

## 最期
三浦浄心『北条五代記』には、背丈は7尺5寸（227センチ）と伝え、最期の合戦で身につけた甲冑は鉄の厚さが2分（6センチ）、白樫の丸太を1丈2寸（364センチ）に筒切りにしたものを八角に削り、それに節金を通した棒（金砕棒）をもって戦い、逃げる者を追い詰めて兜の頭上を打つとみぢんに砕けて胴に達し、横に払うと一振りで5人、10人が押し潰され、棒に当たって死んだものは500余名になった。敵が居なくなると、自ら首をかき切って死んだ、と記されている。『北条五代記』より前に成立したと推測されている『北条記』にはそのような記述はなく、永正15年（1518年）7月11日に父・義同や家臣たちと共に討死した、と記されている。
辞世の句は「君が代は、千代に八千代も、よしやただ。うつつのうちの、夢のたはぶれ」（永く栄えるのは結構だが、この世は夢か現か、戯れにすぎぬ）

## ギャラリー

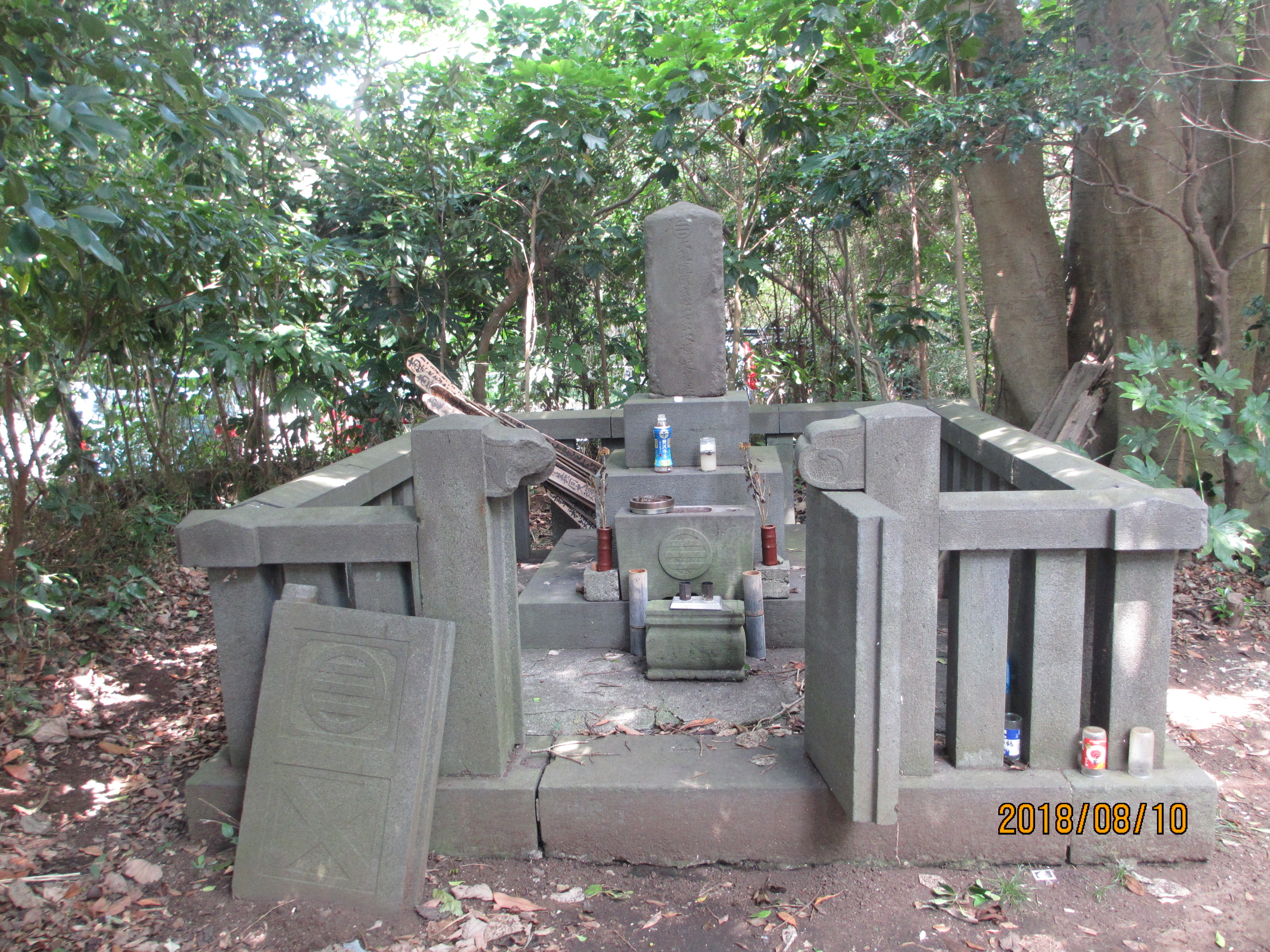
三浦義意公墓所（油壺マリンパーク駐車場新井城碑向かって左側）
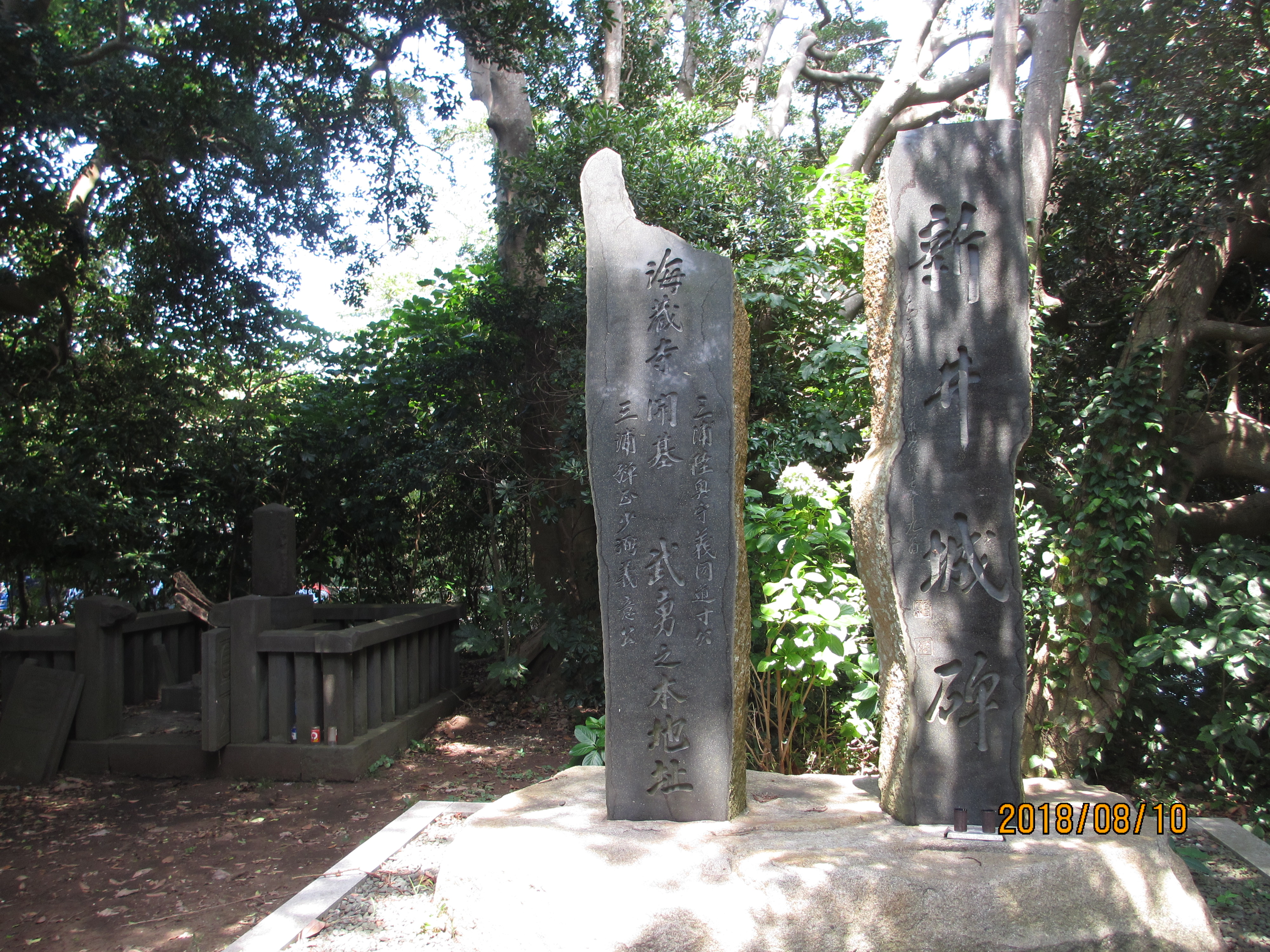
新井城碑（油壺マリンパーク駐車場、三浦義意公墓所は左隣）

## 関連史料・参考文献
- 『珠玉の日本語・辞世の句』コレクター北原が厳選した「言葉のチカラ」（2005年。北原照久。PHP研究所）
- 鎌倉幕府『吾妻鏡』
- 上杉孝良『改訂　三浦一族-    その興亡の歴史-』
- 横須賀市『横須賀市史』『新横須賀市史』
- 三浦一族研究会『三浦一族資料集』
- 三浦浄心『北条五代記』
- 『相州兵乱記』